# Vinci (przedsiębiorstwo)
Vinci – francuska spółka publiczna zajmująca, wraz z Eiffage i Bouygues, czołowe miejsce w branży budowlanej we Francji i na świecie. Wywodzi się z Société générale d’entreprises (SGE), założonej w 1899 roku. Spółka SGE została w 2000 roku przemianowana na Vinci.
SGE była w latach 1966–1984 kontrolowana przez Compagnie générale d’électricité (CGE), czyli obecną spółkę Alcatel-Lucent, w latach 1984–1988 przez Saint-Gobain, a później (do 2000 roku) przez poprzedniczkę Vivendi – Compagnie générale des eaux. W 2000 roku grupa Vinci usamodzielniła się i przejęła przedsiębiorstwo Grands travaux de Marseille, filię innej francuskiej grupy Suez.
Spółka posiada również 73,4% akcji Autoroutes du sud de la France, która jest właścicielem autostrad we Francji południowej i środkowej.
Podmiotem zależnym Vinci Construction w Polsce jest spółka Warbud. Vinci Construction jest też właścicielem koncernu Eurovia, zajmującego się wyłącznie budownictwem drogowym. Polską częścią koncernu jest spółka Eurovia Polska SA z Wrocławia.
Podmiotami zależnymi Vinci Energies w Polsce są spółki: Axians (z siedzibą w Gdyni), działająca na rynku telekomunikacyjnym, oraz Calanbau TPI (z siedzibą w Warszawie), działająca na rynku zabezpieczeń przeciwpożarowych, Cegelec sp. z o.o. (z siedzibą w Katowicach), działająca pod marką Actemium na rynku usług inżynieryjnych dla przemysłu (między innymi utrzymanie ruchu, prace inżynierskie i instalacyjne elektryczne i mechaniczne, transfery i relokacje maszyn i linii produkcyjnych, automatyka, efektywność energetyczna) oraz Actemium BEA Polska (z siedzibą we Wrocławiu) świadcząca usługi w zakresie elektrotechniki i automatyzacji głównie w branży górnictwa odkrywkowego i energetycznej.